# 刚果共和国议会
刚果共和国议会（法語：Parlement de la République du Congo）是刚果共和国的国家立法机关。刚果共和国议会实行两院制，由参议院和国民议会组成。